# Marina Trofimova
Marina Trofimova (de 1981 a 1986 Karpak; nascida a 16 de fevereiro de 1964, em Tallinn) é uma nadadora estoniana.
Em 1985 ela formou-se na Universidade de Tartu em educação física.
Entre 1981 e 1985 ela sagrou-se 15 vezes campeã da Estónia em diferentes disciplinas em campeonatos de verão e entre 1983 e 1985 foi 10 vezes campeã em campeonatos de inverno.
Entre 1978 e 1985 foi membro da selecção nacional de natação da Estónia.
Em 1980 ela foi nomeada Atleta do Ano da Estónia.